# جان بينغ
جان بينغ (بالفرنسية: Jean Ping)‏ (ولد في 24 نوفمبر 1942) هو دبلوماسي وسياسي. كان رئيس مفوضية الاتحاد الأفريقي من العام 2008 حتى 2012. ووزيرًا للخارجية في دولة الغابون من العام 1999 حتى 2008. كذلك كان رئيسًا للجمعية العامة للأمم المتحدة من 2004 حتى 2005.